# Jianxin, Guangdong
Jianxin är en köping i sydöstra Kina. Den ligger i Suixi härad i staden Zhanjiang i provinsen Guangdong, omkring 390 kilometer sydväst om provinshuvudstaden Guangzhou. Antalet invånare är 20 415. Befolkningen består av 9 610 kvinnor och 10 805 män. Barn under 15 år utgör 24,0 %, vuxna 15-64 år 65 %, och äldre över 65 år 9,0 %.